# Oro
„Oro“ (srbskou cyrilicí Оро) je balkánská balada, která reprezentovala Srbsko na Eurovision Song Contest 2008, jež se konala v srbském Bělehradě.
Píseň nazpívala Jelena Tomašević, kterou na pódiu doprovodil flétnista Bora Dugić. Ten rok se Srbsko přímo kvalifikovalo do finále díky vítězství loňské Mariji Šerifović na Eurovision Song Contest 2007. Umístila se šestá, z 25 soutěžících, s 160 body.
Píseň zazněla na Slavjanském bazaru 2013, kde ji zazpívala Jovana Ralić reprezentující Bosnu a Hercegovinu.

## Jiné verze
Píseň má několik verzí v různých jazycích. Ve španělstině „Adiós Amor“, v řečtině „Έλα αγάπη“ a v portugalštině „Minha Dor“.
Také byla naplánovaná verze v ruštině, angličtině, švédštině, finštině, hebrejštině, ale to se nikdy neuskutěčnilo a píseň byla nahrána pouze ve čtyřech jazycích. Oficiální house remix je také k dispozici na jejím jediném a debutovém albu Panta Rei, jakož i španělská, řecká a portugalská verze.